# L.627
L.627 je francouzský hraný film, který v roce 1992 režíroval Bertrand Tavernier. Autorem scénáře je bývalý policista Michel Alexandre. Film zachycuje každodenní život pařížské brigády pro potírání obchodu s drogami. Název filmu L.627 odkazuje na bývalý článek francouzského zákoníku o veřejném zdraví, který zakazuje konzumaci a obchodování s narkotiky. Film ukazuje propast mezi prostředky stanovenými zákonem a těmi, které má policie skutečně k dispozici. Realistickým stylem L.627 byl následně ovlivněn i seriál PJ vysílaný v průběhu 90. let.

## Děj
Lucien Marguet, přezdívaný „Lulu“, je řadovým vyšetřovatelem justiční policie. Je to policista v terénu, zapálený pro svou práci, které obětuje i svůj rodinný život. Po hádce se svým nadřízeným, kterého považuje za neschopného, je přesunut na brigádu. Rychle se ale připojí ke skupině, která bojuje proti obchodu s drogami. Následuje řada operací, v jejichž průběhu se projeví vlastnosti každého člena brigády.

## Obsazení
| Didier Bezace       | Lucien „Lulu“ Marguet    |
| Jean-Paul Comart    | Dominique „Dodo“ Henriot |
| Charlotte Kady      | Marie                    |
| Jean-Roger Milo     | Manuel „Manu“            |
| Nils Tavernier      | Vincent                  |
| Philippe Torreton   | Antoine „Tonio“ Cantoni  |
| Lara Guirao         | Cécile Rousselin         |
| Cécile Garcia-Fogel | Kathy                    |
| Claude Brosset      | komisař Adore            |
| Smaïl Mekki         | Miloud Amrani            |
| François Levantal   | inspektor                |
| Patrick Rocca       | inspektor Caron          |
| Jacques Boudet      | poslíček Raymond         |
| Jean Odoutan        | Mamadou Diop             |
| Francis Girod       | otec nevěsty             |
| Marc Perrone        | harmonikář               |
| Éric Savin          | Lefort                   |
| Francis Lax         | komisař                  |
| Thierry Desroses    | Saintonge                |
| Jean-Louis Benoît   | Gardacier                |
| Ysa Ferrer          | správce                  |
| Luc Palun           | brigadýr                 |
| Frédéric Pierrot    | garážista René           |
| Emmanuelle Bataille | žena usmrcená psem       |

## Ocenění
- Cena Suzanne Bianchetti: Charlotte Kady
- Cena SACD za průlom roku: Charlotte Kady
- César: nominace v kategoriích nejlepší film, nejlepší režisér (Bertrand Tavernier), nejlepší scénář (Michel Alexandre a Bertrand Tavernier) a nejslibnější herečka (Charlotte Kady)
- Benátský filmový festival: zařazení do hlavní soutěže